# جائزة زحل لأفضل مخرج
جائزة زحل لأفضل مخرج أو جائزة زحل لأفضل إخراج (بالإنجليزية: Saturn Award for Best Director)‏ هي فئة من جوائز زحل السنويّة، والتي تمنحها أكاديمية الخيال العلمي والفنتازيا وأفلام الرعب. مُنحت لأول مرة سنة 1976.

## الفائزون
الفائزون بالجائزة:  
- ريدلي سكوت (سنة 2016) (عن عمل المريخي)
- جيمس غان (سنة 2015) (عن عمل حراس المجرة)
- ألفونسو كوارون (سنة 2014) (عن عمل جاذبية)
- جوس ويدن (سنة 2013) (عن عمل المنتقمون)
- جاي جاي أبرامز (سنة 2012) (عن عمل سوبر 8)
- كريستوفر نولان (سنة 2011) (عن عمل استهلال)
- جيمس كاميرون (سنة 2010) (عن عمل أفاتار)
- جون فافرو (سنة 2009) (عن عمل آيرون مان)
- زاك سنايدر (سنة 2008) (عن عمل 300)
- براين سينغر (سنة 2007) (عن عمل عودة سوبرمان)
- بيتر جاكسون (سنة 2006) (عن عمل كينغ كونغ)
- سام رايمي (سنة 2005) (عن عمل الرجل العنكبوت 2)
- بيتر جاكسون (سنة 2004) (عن عمل سيد الخواتم: عودة الملك)
- ستيفن سبيلبرغ (سنة 2003) (عن عمل تقرير الأقلية)
- بيتر جاكسون (سنة 2002) (عن عمل سيد الخواتم: رفقة الخاتم)
- براين سينغر (سنة 2001) (عن عمل رجال-إكس)
- ليلي وتشاوسكي (سنة 2000) (عن عمل ماتريكس)
- لانا وتشاوسكي (سنة 2000) (عن عمل ماتريكس)
- مايكل بي (سنة 1999) (عن عمل أرمجدون)
- جون وو (سنة 1998) (عن عمل الوجه المخلوع)
- رولان إيميريش (سنة 1997) (عن عمل يوم الاستقلال)
- كاثرين بيغلو (سنة 1996) (عن عمل Strange Days)
- جيمس كاميرون (سنة 1995) (عن عمل ترو لايز)
- ستيفن سبيلبرغ (سنة 1994) (عن عمل الحديقة الجوارسية)
- فرانسيس فورد كوبولا (سنة 1993) (عن عمل دراكولا)
- جيمس كاميرون (سنة 1992) (عن عمل ترمنايتور 2: جادجمنت داي)
- جيمس كاميرون (سنة 1991) (عن عمل الهاوية)
- روبرت زيميكس (سنة 1989) (عن عمل من ورط الأرنب روجر)
- بول فيرهويفن (سنة 1988) (عن عمل روبوكوب)
- جيمس كاميرون (سنة 1987) (عن عمل فضائيون)
- رون هاوارد (سنة 1986) (عن عمل شرنقة)
- جو دانتي (سنة 1985) (عن عمل جريملينز)
- جون بادهام (سنة 1984) (عن عمل مناورات)
- نيكولاس ماير (سنة 1983) (عن عمل ستار تريك 2: غضب خان)
- ستيفن سبيلبرغ (سنة 1982) (عن عمل سارقو التابوت الضائع)
- إيرفين كريشنر (سنة 1981) (عن عمل حرب النجوم الجزء الخامس: الإمبراطورية تعيد الضربات)
- ريدلي سكوت (سنة 1980) (عن عمل فضائي)
- فيليب كوفمان (سنة 1979) (عن عمل Invasion of the Body Snatchers)
- جورج لوكاس (سنة 1978) (عن عمل حرب النجوم)
- ستيفن سبيلبرغ (سنة 1978) (عن عمل لقاءات قريبة من النوع الثالث)
- دان كرتس (سنة 1977) (عن عمل Burnt Offerings)
- ميل بروكس (سنة 1976) (عن عمل فرانكشتاين الصغير)